# Istrebiteli
Istrebiteli (Истребители) è un film del 1939 diretto da Ėduard Adol'fovič Penclin.